# Okrouhlá (ort i Tjeckien, Södra Mähren)
Okrouhlá är en ort i Tjeckien.   Den ligger i regionen Södra Mähren, i den östra delen av landet, 180 km öster om huvudstaden Prag. Okrouhlá ligger 587 meter över havet och antalet invånare är 523.
Terrängen runt Okrouhlá är platt åt sydost, men åt nordväst är den kuperad. Terrängen runt Okrouhlá sluttar västerut. Runt Okrouhlá är det ganska tätbefolkat, med 78 invånare per kvadratkilometer. Närmaste större samhälle är Boskovice, 5,6 km väster om Okrouhlá. I omgivningarna runt Okrouhlá växer i huvudsak blandskog.